# Jiří Svoboda (kněz)
Jiří Svoboda (20. března 1941 Praha – 8. prosince 2022) byl český římskokatolický duchovní, církevní právník a víceoficiál Metropolitního církevního soudu v Praze. Od roku 1992 byl sídelním kanovníkem Metropolitní kapituly u sv. Víta v Praze.

## Život
Jiří Svoboda vystudoval v letech 1958–1963 teologii na Cyrilometodějské bohoslovecké fakultě v Litoměřicích. Po kněžském svěcení, které přijal 13. června 1966 v kapli pražského arcibiskupského paláce, působil v pastoraci v západních Čechách. Zde vystřídal několik působišť. V roce 1990 byl pak ustanoven farářem v Praze-Hostivaři. Během této doby již působil u pražského církevního soudu. Roku 1992 byl jmenován sídelním kanovníkem svatovítské kapituly; v letech 2010–2013 byl jejím děkanem. V roce 1996 získal licenciát a v roce 2000 doktorát z kanonického práva na Lateránské univerzitě v Římě. Od roku 1995 působil jako rektor kostela Panny Marie a sv. Karla Velikého v Praze na Karlově, kde také sloužil Mši svatou podle misálu z roku 1962 (tzv. tridentská mše).

## Dílo

### Články ve sbornících
- Aplikace privilegia sv. Pavla podle kán. 1143–1147 CIC a kán 854–856 CCEO
- Kremace v legislativě kodexu z roku 1917
- Moc řádná – zástupná ve vztahu k nerozlučitelnosti manželství
- Otázky trvání inkorporace farnosti v platném právu
- Rozloučení manželství ve prospěch víry
- Trestní řízení dle kánonů 1717–1731
- Zneplatnění manželství v právu katolické církve
- Štěpán z Roudnice a jeho Questiunculae
- Sacri canones servandi sunt. Ius canonicum status estatus ecclesiae saeculis XIII–XV